# Euzonitis quadrimaculata
Euzonitis quadrimaculata là một loài bọ cánh cứng trong họ Meloidae. Loài này được Pallas miêu tả khoa học năm 1782.